# 東海バス熱海営業所
東海バス熱海営業所（とうかいバスあたみえいぎょうしょ）は、静岡県熱海市にある東海バスの営業所。主に熱海・湯河原地区の路線を担当する。

## 歴史
- 1999年（平成11年）
  - 2月17日 - 株式会社伊豆東海バス設立[2]。
  - 4月1日 - 東海自動車株式会社から熱海および伊東地区の乗合バス事業が伊豆東海バスに移管[2]。同社の熱海事業所となる。
- 2002年（平成14年）10月1日 - 箱根登山鉄道から熱海地区の乗合バス事業が移管[2]。
- 2003年（平成15年）10月1日 - 事業所が熱海駅前（静岡県熱海市春日町）から熱海市紅葉ガ丘町に移転[2]。
- 2019年（令和元年）7月11日 - 熱海市で路線バス車両を使用した参議院議員選挙の移動期日前投票所が開設された。高齢や、投票所が遠く、行けないなどの理由で投票所に行くのが難しい有権者のために試験的に行われたもので、静岡県内の自治体では、路線バスを使用した例は初めて、移動投票所の開設は2例目だった[3]。
- 2020年（令和2年）4月1日
  - 東海バスグループの再編に伴い、伊豆東海バス・南伊豆東海バス・西伊豆東海バス・新東海バス・東海バスオレンジシャトルが合併し、「株式会社東海バス」が発足。従来の事業所がそのまま東海バスの営業所となった[4]。
  - 湯〜遊〜バスに新型の専用車両「湯〜遊〜バス 彩」を導入。これに先立ち、3月17日に熱海城で完成披露式典が行われた[5]。
- 2021年（令和3年）
  - 3月16日 - 東海バスでは初めて、当営業所が熱海自然郷線を除く管内の全路線において「PASMO」を導入し、全国相互利用サービスに対応した交通系ICカードが利用可能となる[6]。
  - 7月3日 - 熱海市伊豆山土石流災害の発生に伴い、現場付近を走行していた中型バス1台が被災。なお、同車はその後長期間にわたる修理の末、同年12月15日より営業運転に復帰した[7]。

## 所在地
所在地は以下の通り。
- 熱海営業所
  - 静岡県熱海市紅葉ガ丘町18-41
- 熱海駅前案内所
  - 静岡県熱海市田原本町9-1

## 路線
以下の路線を運行している。

### 紅葉ヶ丘・ひばりヶ丘線
| NO  | 運行系統名 |
| --- | --- |
| A31 | 熱海駅 - お宮の松 - 天神町 - 紅葉ヶ丘 - ひばりヶ丘                                                             |
| A32 | ひばりヶ丘 → 紅葉ヶ丘 → 天神町 → 咲見町 → 熱海駅                                                               |
| A35 | 熱海駅 - お宮の松 - 天神町 - 紅葉ヶ丘                                                                          |
| A39 | ひばりヶ丘 → 紅葉ヶ丘 → 天神町 → 熱海駅 (通学快速:本町商店街 - 藤沢入口は通過、土休日と学校長期休暇期間は運休) |
| A68 | 熱海駅 - 咲見町 - 天神町 - 桜ヶ丘                                                                              |

### 七尾線
| NO  | 運行系統名                                                        |
| --- | ----------------------------------------------------------------- |
| A41 | 熱海駅 → 伊豆山神社前 → 七尾原 → 七尾団地 → 伊豆山神社前 → 熱海駅 |
| A42 | 熱海駅 → 伊豆山神社前 → 七尾団地 → 七尾原 → 伊豆山神社前 → 熱海駅 |
| A43 | 熱海駅 - 伊豆山神社前 - 七尾団地                                  |

### 伊豆山・湯河原線
| NO  | 運行系統名                                                                        |
| --- | --------------------------------------------------------------------------------- |
| A47 | 熱海駅 → 逢初橋 → 伊豆山神社前 → 熱海駅                                           |
| A48 | 熱海駅 - 伊豆山神社前 - 逢初橋 - 熱海駅 - 咲見町 - 天神町 - 紅葉ヶ丘              |
| A49 | 熱海駅 → 伊豆山神社前 → 逢初橋 → 熱海駅 → 咲見町 → 天神町 → 紅葉ヶ丘 → ひばりヶ丘 |
| A51 | 熱海駅 - 逢初橋 - 伊豆山 - 湯河原駅                                               |
| A52 | 熱海駅 - 逢切橋 - 伊豆山                                                          |

### 網代・弘法滝線
| NO  | 運行系統名                                                                            |
| --- | ------------------------------------------------------------------------------------- |
| A61 | 熱海駅 - お宮の松 - アカオ フォレスト - 多賀車庫前 - 網代駅口 - 網代旭町 - 弘法滝藤哲 |
| A62 | 熱海駅 - 咲見町 - アカオ フォレスト - 多賀車庫前 - 網代駅口 - 網代旭町 - 弘法滝藤哲   |
| A63 | 熱海駅 - お宮の松 - アカオ フォレスト - 多賀車庫前 - 網代駅口 - 網代旭町              |
| A63 | 多賀車庫前 → 網代駅口 → 網代旭町（毎日朝1便のみ）                                     |
| A64 | 熱海駅 - 咲見町 - 天神町 - アカオ フォレスト - 多賀車庫前 - 網代駅口 - 網代旭町       |
| A65 | 熱海駅 - お宮の松 - アカオ フォレスト - 多賀車庫前                                    |
| A66 | 熱海駅 - 咲見町 - 天神町 - アカオ フォレスト - 多賀車庫前                             |

### 後楽園線
| NO  | 運行系統名                                                      |
| --- | --------------------------------------------------------------- |
| A71 | 熱海駅 - お宮の松 - 熱海港 - 熱海後楽園(伊豆箱根バスと共同運行) |

### MOA線
| NO  | 運行系統名         |
| --- | ------------------ |
| A81 | 熱海駅 - MOA美術館 |

### 熱海自然郷シャトルバス
熱海駅と市内にある別荘地「熱海自然郷」を結ぶシャトルバスを運行している。
- 熱海駅 → 熱海台4次入口 → 玄岳台 → ビラ自然郷前 → アサヒ丘入口 → とよさか前 → 熱海台4次入口 → 熱海駅
- 熱海駅 → 熱海台4次入口 → とよさか前 → 玄岳台 → ビラ自然郷前 → アサヒ丘入口 → 熱海台4次入口 → 熱海駅

## 車両
もともと東海自動車に在籍していた車両、箱根登山鉄道熱海営業所の移管時に引き継いだ車両に加え、神奈川中央交通や箱根登山バス、都営バスから移籍した車両や、伊豆東海バスになってから新製された車両が加わり、バラエティに富んだ車両が在籍している。
最近では、新製車、箱根登山バス移籍車両ともにエルガミオの導入が目立っている。
「湯〜遊〜バス」は専用の車両が3台ある。このうち1台は2020年に導入した前述の「湯〜遊〜バス 彩」で、内外装ともに熱海をイメージしたデザインとなっている。車種は日野自動車の「レインボー2KG-KR290J4」。

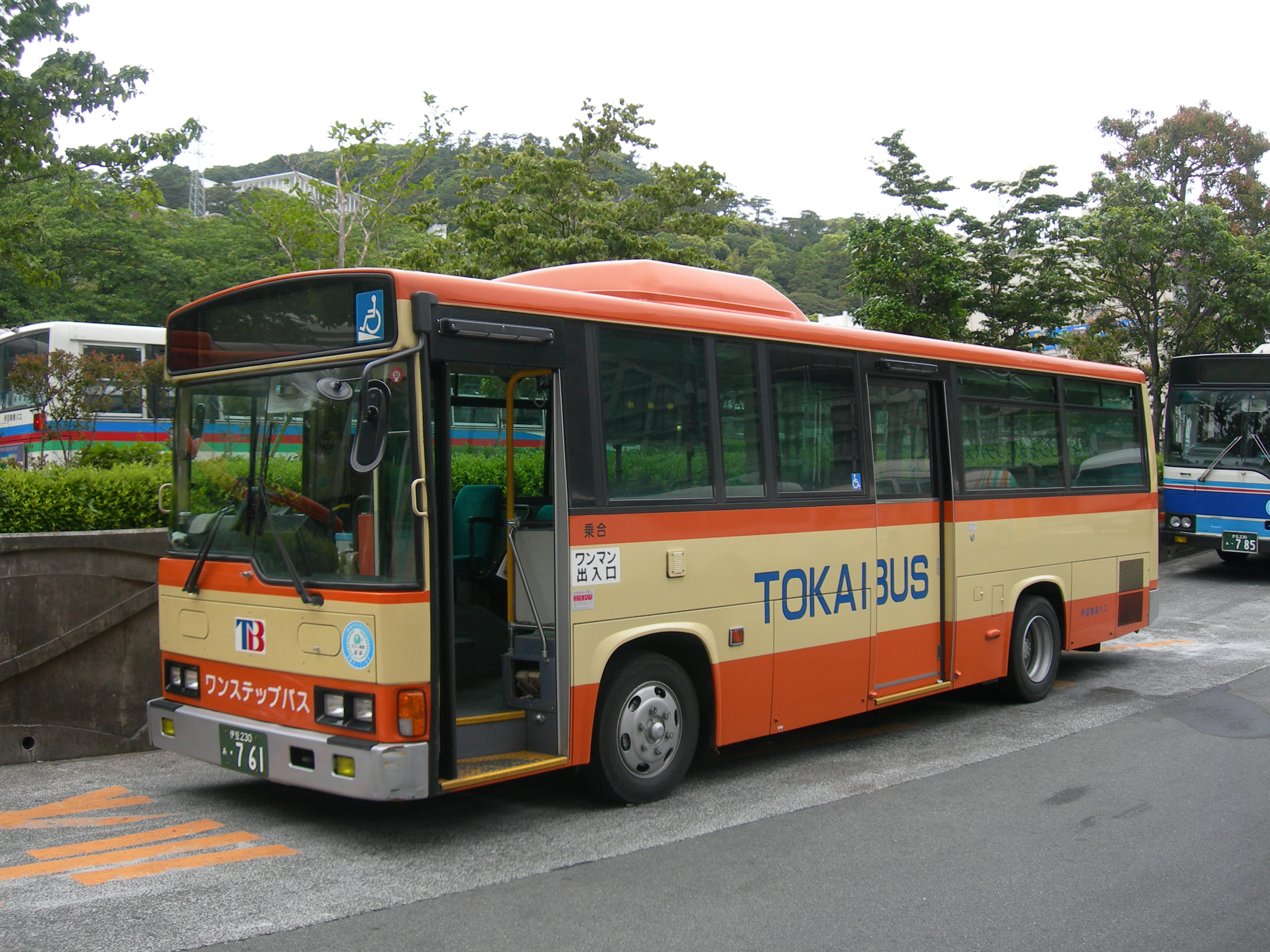
東海自動車標準色
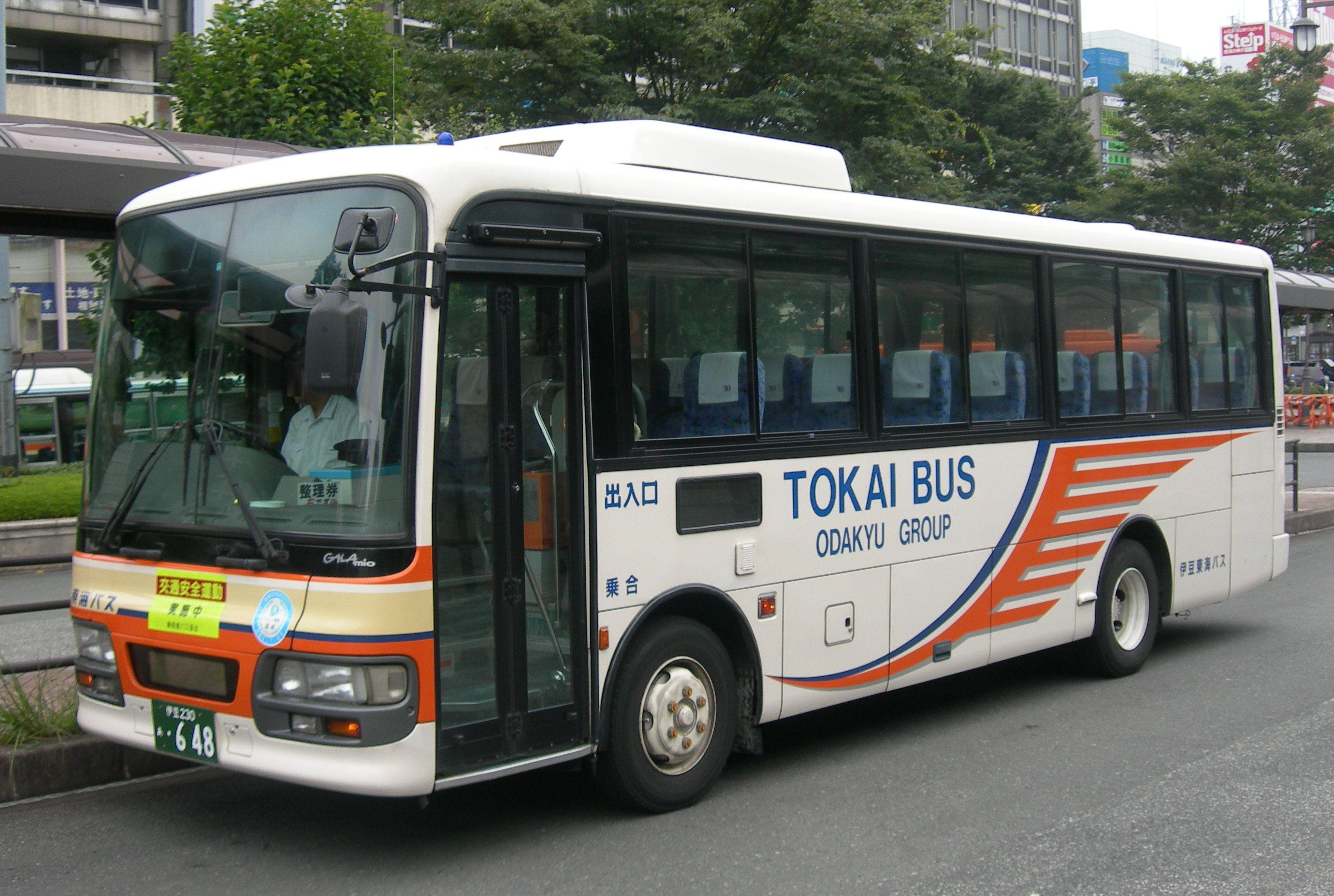
小田急グループ共通貸切色
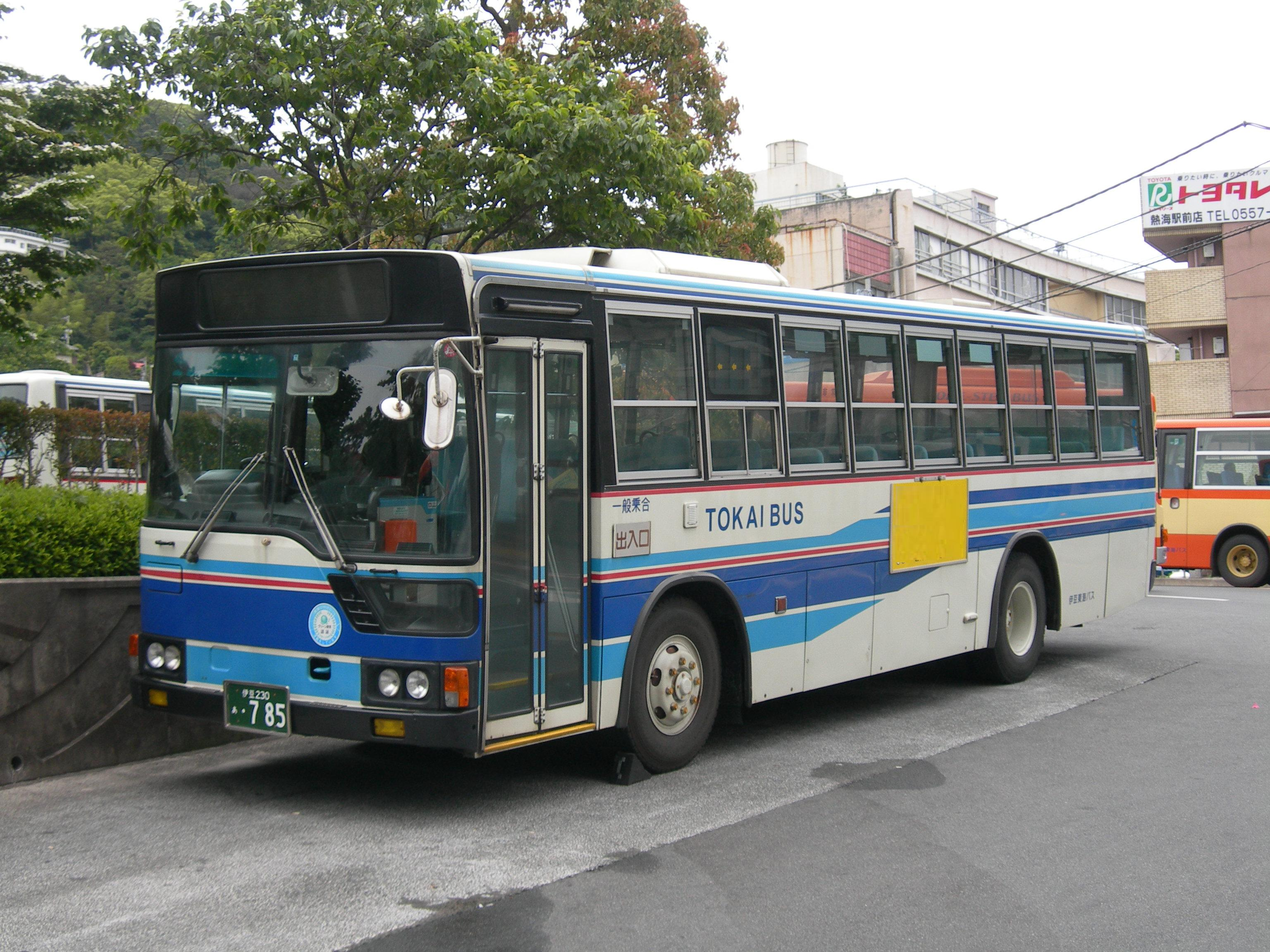
箱根登山鉄道からの移管車両